# Ryan Kavanagh
Ryan Kavanagh (* 12. Februar 1991) ist ein kanadischer Eishockeyspieler (Verteidiger), der zuletzt beim EHC Red Bull München in der DEL unter Vertrag stand.

## Karriere
Das Eishockeyspielen begann Ryan Kavanagh bei den Lac Saint-Louis Lions in der Québec Junior AAA Hockey League.
Von 2008 bis 2011 spielte Ryan Kavanagh dann in der Ligue de hockey junior majeur du Québec einer kanadischen Jugendliga für die Mannschaften Océanic de Rimouski und Cataractes de Shawinigan. 
2011 ergriff er die Chance nach Europa in die Österreichische Eishockey-Liga zu wechseln. Bereits im ersten Spiel für den EC Red Bull Salzburg zog er sich in der European Trophy eine Schulterverletzung zu, auf die eine fast zehnwöchigen Verletzungspause folgte. Danach fand er gut in die Mannschaft und erzielte in 39 Spielen 20 Scorerpunkte.
Ryan Kavanagh wechselte 2012 für ein Jahr in die DEL zum EHC Red Bull München.

## Karrierestatistik

### International
(Legende zur Spielerstatistik: Sp oder GP = absolvierte Spiele; T oder G = erzielte Tore; V oder A = erzielte Assists; Pkt oder Pts = erzielte Scorerpunkte; SM oder PIM = erhaltene Strafminuten; +/− = Plus/Minus-Bilanz; PP = erzielte Überzahltore; SH = erzielte Unterzahltore; GW = erzielte Siegtore; 1 Play-downs/Relegation; Kursiv: Statistik nicht vollständig)